# Zustandssatz
Der arabische Zustandssatz macht Angaben über den Zustand oder Ort eines Mitspielers; er beschreibt den Hintergrund der vorher beschriebenen Handlung.
Der Zustandssatz wird asyndetisch angeschlossen, wenn er mit einem Verb beginnt. Ansonsten hat er die Struktur {wa- – Subjekt – Prädikat}.

## Beispiele
- aqbalū wa-ġamāmatun tuẓilluhu – „Sie kamen heran und eine Wolke beschattete ihn.“
- daḫala yaḍḥaku – „Er trat lachend ein.“